# Demonax sausai
Demonax sausai là một loài bọ cánh cứng trong họ Cerambycidae.